# Jean Antoine Boisseau
Pour les articles homonymes, voir Boisseau (homonymie).
Jean Antoine Boisseau est un homme politique français né le 17 janvier 1749 et décédé le 12 octobre 1843 à Roissy-en-France (Val-d'Oise).
Cultivateur, il est député de Seine-et-Oise de 1791 à 1792, siégeant dans la majorité.

## Sources
- « Jean Antoine Boisseau », dans Adolphe Robert et Gaston Cougny, Dictionnaire des parlementaires français, Edgar Bourloton, 1889-1891 [détail de l’édition]